# Кратос (God of War)
Кратос (англ. Kratos, дав.-гр. Κράτος дав.-гр. Κράτος) — протагоніст серії ігор God of War, які розробила американська компанія Santa Monica Studio. Крім ігор цієї серії, Кратос з'являється в коміксах і книгах, а також — у вигляді камео — у ряді інших ігор. Більшість ігор серії Кратоса озвучив американський актор Терренс Карсон; у грі God of War 2018 року його змінив Крістофер Джадж ; у грі God of War: Ghost of Sparta Кратоса в дитинстві озвучив Ентоні Дель Ріо. Кратоса в іграх зображено як надзвичайно м'язистого чоловіка з голою головою, шкірою попелястого кольору і червоними татуюваннями на тілі; його улюбленою зброєю є короткі клинки, прикріплені до передпліч, але в God of War 2018 — бойова сокира.
Відповідно до сюжетів ігор, заснованих на давньогрецькій міфології, Кратос — спартанський воїн, напівбог і син Зевса, який мстить олімпійським богам за різні образи, у тому числі вчинене його ж руками вбивство власної родини; в цих іграх його показано як жорстокого антигероя, що ні перед чим не зупиняється. У першій грі серії він вбиває Ареса, на правах переможця отримавши титул бога війни, і в хронологічно наступних іграх бореться з різними богами та міфічними чудовиськами вже в цій якості. У грі God of War 2018 року, заснованої вже на скандинавській міфології, Кратоса показано старим і вже не так легко піддається сліпій люті — він виступає як батько і наставник для свого нового сина Атрея.
Кратос став одним із найвідоміших персонажів відеоігор, зокрема, на ігрових приставках сімейства PlayStation, де майже виключно виходили ігри серії. Оглядачі, які писали про ігри «давньогрецької» епохи, відгукувалися про нього позитивно як про «крутого» і незламного, але водночас трагічного антигероя — проте про нього писали і як про одномірного, позбавленого глибини персонажа. Постарілий Кратос зі «скандинавської» God of War 2018 викликав одностайно захоплені відгуки критиків — як набагато людяніший і пропрацьований протагоніст.

## Ідея та створення
Головна ідея полягала в тому, щоб придумати персонажа, який виглядав би суворо, але водночас відрізнявся від класичних грецьких героїв. Зовнішній вигляд персонажа мав виражати його ненависть та імпульсивність. На початкових етапах розробки обличчя Кратоса було повністю закрите маскою, але ця ідея була облишена, оскільки такий дизайн передбачав «бездушність» головного героя, відсутність у нього характеру. Протягом процесу розробки Девід Яффе сфокусувався на головному для персонажа факторі — його суворості. Всі класичні обладунки були вилучені для того, щоб показати його атлетичність. Було намальовано десятки концепт-артів, від члена африканського племені до греків у класичних обладунках. Дизайнери зробили деякі зміни, щоб усі варіанти виглядали якомога більш грецькими. Деякі моделі включали незвичайні елементи. Так, наприклад, були випущені моделі Кратоса, який ніс на спині якусь істоту. Інші варіанти були відкинуті через складність реалізації в 3D-модель. Команда розробників зробила клинки Кратоса з його символом, оскільки вони уособлювали його тваринну природу і водночас робили бойові сцени плавнішими. У Північній Америці, у вигляді бонусу від GameStop до гри God of War III або в Європейському виданні гри God of War III: Ultimate Trilogy Edition доданий внутрішньоігровий контент — скін для головного героя, названий «Привид Хаосу». Цей скін ґрунтується на ранніх концептах головного героя.

## Властивості

### Особистість
У всій серії персонаж Кратоса позиціонується як антигерой, часто здійснюючи аморальні вчинки, щоб просунутися до своєї мети, наприклад, приносячи в жертву невинних людей. До початку подій, що описуються в іграх серії, Кратос був командиром спартанської армії, зацікавлений тільки у збільшенні власної могутності, завойовуючи своїх ворогів. Його характер змінюється, коли він стає слугою Ареса, після чого він вірно служив йому протягом багатьох років. Після того, як він перестав служити Аресу, Кратос продовжив служити богам для отримання прощення, проте показуючи до них відверту огиду. Отримуючи завдання від богів Олімпу, Кратос показує свою неповагу до них, виконуючи їхні накази з вигодою собі. У першій грі серії його головний мотив — це помста Аресу. Боги звертаються до нього із завданням убити його, і Кратос приймає завдання, щоб помститися Аресові за свою сім'ю.

### Зовнішність
Кратос — лисий і м'язистий воїн. У всіх іграх серії шкіра Кратоса є абсолютно білою. Персонаж практично не використовує одяг, носить тільки лляну пов'язку, сандалії, поножі та поручі з ланцюгами. На його праву руку одягнений спеціальний захист, який дозволяє йому відбивати атаки, з'явився в другій частині трилогії. На його тіло нанесено велике татуювання у вигляді червоної лінії, що перетинає його торс, спину, ліву руку та ліву частину голови. Татуювання повторює родима пляма Деймоса, брата Кратоса. На правому оці Кратос має вертикальний шрам, отриманий від Ареса. Також він має величезний шрам на животі, на відміну від шраму на правому оці, цей шрам з'являється у Кратоса після початкових подій другої частини трилогії. Його зброя — широкі мечі, прикріплені ланцюгами до його передпліччя. Кількість зброї та різновид магії у кожній частині оригінальної трилогії різні. Також у продовженні серії God of War на PS4, Кратос зазнав значних змін у зовнішності, він став старшим, обзавівся густою бородою, до того ж у перезапуску з'явилася можливість кастомізації персонажа, що дозволяє носити різного виду обладунки.

## Роль у іграхGod of War

### God of War: Ascension
God of War: Ascension є хронологічно раннім приквелом до оригінальної гри God of War, який розповідає про те, яким чином Кратос розірвав договір з Аресом перед тим, як став служити богам Олімпу. Кратос-головний персонаж цієї серії ігор. Офіційний реліз приквела відбувся 12 березня 2013.

### God of War: Chains of Olympus
God of War: Chains of Olympus є приквелом до оригінального God of War. Події гри розгортаються за десять років до початку першої гри. Сюжет починається в Аттиці, куди олімпійці послали Кратоса захищати місто від перської армії. Після бою Кратос бачить, як Сонце падає з неба на місто. Кратос поспішає до місця падіння і виявляє там Сонячну колісницю та Храм Геліоса. Біля входу до Храму він зустрічає Афіну, яка говорить про те, що Геліос зник, а Морфей скористався його відсутністю, щоб «занурити богів у глибоку дріму». Афіна просить Кратоса врятувати Геліоса, щоб той зміг зупинити Морфея. Усередині Храму Еос використовує статую для спілкування з Кратосом і повідомляє йому, що титан Атлант викрав її брата Геліоса. Пробудивши вогняних коней, Кратос потрапляє на них у царство Аїда. Там він зустрічається з Хароном, але програє в битві і непритомний опиняється в Тартарі. Згодом Кратосу вдається вибратися з Тартара і перемогти Харона. На його човні він пливе річкою Стікс на світ Геліоса, поки не припливає до храму, де зустрічає Персефону. Вона вмовляє Кратоса «звільнити» всю свою злість, здавши всі магічні здібності та всю зброю, щоб зустрітися зі своєю дочкою Калліопою в Елізіумі. Опинившись там, Кратос дізнається від Персефони, що вона звільнила Атланта, щоб зміг знищити Олімп і повернути її «свободу», мотивуючи це тим, що її зрадили Зевс і Аїд. Розуміючи, що це вб'є його дочку, Кратос вирішує пожертвувати своєю людяністю, щоб повернути сили, які він втратив. На вершині колони, де тримається світ, розігрується фінальна сутичка Кратоса і Персефони. Прикувши Атланта ланцюгами до колони, Кратосу вдається перемогти Персефону. Геліос повертається на небо, але Кратос, ослаблений після бою, падає на землю. Поки він був непритомний, Геліос та Афіна показують задоволення зробленою Кратосом роботою, і забирають два Олімпійські Предмети — Рукавичку Зевса та Щит Геліоса, залишивши Кратоса на вершині гори, на якій розпочнеться дія гри God of War.

### God of War
До початку описуваних у грі подій, Кратос був наймолодшим і найперспективнішим командиром спартанської армії, який отримав свою славу за криваві бійні, які влаштовували він та його військо. Якось військо Кратоса зіштовхнулося з племенем варварів, чисельність якого перевищувала чисельність його армії. Армію Кратоса було розбито, а сам Кратос ледь не впав від рук варварського вождя, але вчасно закликав Ареса — бога війни, і запропонував йому вічну службу в обмін на порятунок та знищення ворогів. Він служив Аресу до тих пір, поки той обманом не змусив убити Кратоса свою дружину і дочку, після чого Кратос став служити іншим богам Олімпу протягом десяти років. Після стільки років Кратос втомився бути на побігеньках у богів, які так і не дарували йому вибачення. Він звернувся до Афіни, яка запропонувала йому можливість спокутувати свої гріхи, якщо Кратос зможе зупинити Ареса і не дати йому зруйнувати Афіни. Кратос потрапив у місто і врятував міського оракула, яка розповіла йому про Скриньку Пандори, яку Кратос повинен дістати, якщо він хоче перемогти Ареса. Кратос зміг дістати Скриньку, але Арес вбиває його, і він потрапляє до царства Аїда. Після втечі з підземного світу, він повертається до Афін і, відкривши Скриньку Пандори, отримує силу, здатну вразити Бога. Перемігши Ареса, Кратос не зміг забути про вбивство сім'ї. Через це він намагається покінчити життя самогубством, але Афіна не дає йому це зробити і робить його новим богом війни.

### God of War: Betrayal
Дії гри God of War: Betrayal розповідають про події, що відбулися між першою та другою частиною гри. Гра починається з того, що Кратос, ставши новим богом війни, почав використовувати свою божественну силу для допомоги Спарті, коли та проводила наступ на неназване місто. Незабаром після цього воїни Спарти стикаються з Аргусом — прислужником Гери. Кратос замикає монстра у каналізації, де невідомий ассасин вбиває його. Спартанці святкують перемогу, проте Кратос усвідомлює, що лише розсердив богів і кидається слідом за загадковим убивцею. Під час погоні на Кратоса нападають кілька воїнів нежиті, чому той замислюється про те, що вся справа рук Аїда. Тим часом убивця продовжує тікати від Кратоса, вбиваючи на своєму шляху кількох спартанців. Озлоблений тим, скільки руйнування залишає ця погоня, Зевс наказує Керіку зупинити її. Керік є перед Кратосом, але бог війни відмовляється коритися і вступає з ним у бій. Отримавши перевагу у часі, вбивця тікає. Кратос вбиває Керіка, спартанські воїни святкують перемогу, але бог війни усвідомлює, що рано чи пізно Зевс покарає його за непослух.

### God of War: Ghost of Sparta
Сюжет побудований на тому, що Кратоса постійно переслідують видіння з його минулого, які змушують його вирушити в небезпечну та важку подорож, щоб розплутати клубок таємниці. Протягом довгого шляху, Кратос поступово дізнається про ті речі, які раніше були невідомі йому і мучили видіннями. Кратос спускається з Олімпу в Атлантиду, щоб дізнатися всю правду про свого рідного брата Деймоса, якого викрали боги в ранньому дитинстві. У пошуках відповіді свої запитання він відвідує Атлантиду, яку своїми діями призвів до потопу. Новоявлений бог війни зустрічається зі своєю матір'ю і, дізнавшись про брата, вимушено вбиває її, оскільки вона перетворюється на монстра. Кратос вирушає за відповідями до Спарти, по дорозі вбивши Еринію, яка намагалася йому перешкодити. Кратос бачить, як спартанці трощать храми Ареса і планують спорудити статуї свого колишнього генерала та нинішнього бога війни — Кратоса, поклоняючись тепер йому. Тільки в цій частині можна побачити, як Кратос виявляє якесь співчуття та симпатію до когось, окрім своєї родини — до спартанців. Один із спартанців дає Кратосу спартанську зброю — спис та щит із символікою Спарти.
У своїй подорожі Кратос дізнається, що Арес з Афіною забрали його брата за наказом Зевса, оскільки було передбачено, що «мічений спартанець» стане загибеллю всього Олімпу. Кратос дізнався, що його брата тримають у царстві бога смерті Танатоса, і повернувся до затопленої Атлантиди, щоб потрапити до цього царства і визволити свого брата.
Потрапивши в царство Танатоса, Кратос зміг визволити свого брата, але той, сповнений ненависті до Кратоса за те, що той не зміг його захистити, напав на Кратоса і в результаті бійки зміг його сильно побити. У бій втрутився сам Танатос, який не бажав визволення Деймоса, і нападає на нього. Танатос майже скидає Деймоса з урвища, але той встигає вхопитися і намагається втриматися. Сильно побитий Кратос, перемагаючи біль і слабкість рятує свого брата, після чого дає йому отриману раніше спартанську зброю і два брати починають бій із Танатосом. Спільними зусиллями їм вдається перемогти Танатоса, але наприкінці битви Деймос гине. Перед смертю Танатос говорить, що боги помилилися і забрали не того спартанця, який їм був потрібен. Відповідно, у пророцтві йшлося саме про Кратоса, і саме він має покласти край Олімпу, а не Деймос.
Кратос ховає свого брата разом зі спартанською зброєю, після чого з'являється Афіна, радіючи, що Кратос нарешті відкинув усе, що пов'язувало його з людським світом, і тепер може стати повноцінним жителем Олімпу, але Кратос лише зло вимовляє, що боги дадуть відповідь за заподіяне йому зло.
Далі показано могильщика з God of War, який ховає мати Кратоса та Деймоса, і, на тлі третьої (порожньої) могили, призначеної, мабуть, для Кратоса, вимовляє: «Лише один залишився».

### God of War II
God of War II починається у тронному залі Кратоса — нового бога війни. Однак він вирішив уникати інших олімпійських богів, допомагаючи спартанцям у битвах. Це не сподобалося деяким олімпійцям, але навіть після отримання відкритого ультиматуму Кратос проігнорував їх і вирішив знищити місто Родос, де вела бій спартанська армія. Зевс оживив Родоського Колосса, щоб обманом змусити Кратоса перевести всю свою божественну силу на Меч Олімпу, за допомогою якого Зевс переміг Титанів у Великій Війні. Після цього Зевс з'являється перед Кратосом і пронизує його Мечем Олімпу, сказавши Кратосу, що він ніколи не запанує на Олімпі. Після цього Гея допомагає Кратосу втекти з Тартара і радить йому знайти Сестер Долі, щоб змінити свою долю. Кратос вирушає на Острів Долі, де отримує Золоте Руно і магічну силу деяких вижилих Титанів. Згодом Кратос за допомогою Атланта досягає Храму Сестер Долі і перемагає їх, тому що вони відмовили Кратосу, сказавши, що його доля вже визначена. Потім Кратос бере в руки нитку зі своєю долею і відмотує час назад, на той час, коли Зевс зрадив і вбив його, і повертає до рук Меч Олімпу. Кратос та Зевс починають бій. Зевс отримує серйозне поранення, але Афіна закриває його своїм тілом і Кратос завдає смертельного удару їй, а не своєму ворогові. Перед смертю Афіна розповідає Кратосу, що він син Зевса. Наприкінці Кратос вирушає в часи Великої Битви, рятує титанів від Зевса і веде Олімп. Сама гра закінчується тим, що Кратос, стоячи на спині Геї, кричить: "Зевс, твій син повернувся! " Після чого з'являється напис: «Кінець почався».

### God of War III
Події гри починаються відразу після закінчення God of War II, де Кратос на спині Геї підіймається на Гору Олімп разом з Титанами. Після вбивства Посейдона Кратос добирається до палацу на вершині гори, але Зевс блискавкою збиває його разом з Геєю. Гея відмовилася допомогти Кратосу, заявивши, що це не його війна, а війна титанів. Кратос падає у річку Стікс, де душі позбавляють його сил. Незабаром після цього Кратос зустрічається із примарою Афіни, яка підносить йому нові мечі, Клинки Вигнанця. Тепер і сама Афіна бажає смерті Зевса. Вона розповідає йому про Полум'я Олімпу, джерело сили олімпійців. Кратос тримає свій шлях крізь Царство мертвих, вбиває самого Аїда, а потім Геліоса та Гермеса. Посланий Гефестом на смерть до Кроноса, Кратос вбиває Кроноса, а потім і Гефеста. Повернувшись на Олімп, Кратос продовжує свій шлях до помсти, вбиваючи і олімпійців, і Титанів. Смерть кожного наближає світ до хаосу: після смерті Посейдона міста Греції наповнив світовий океан, після смерті Геліоса сонце зникло, а після смерті Гермеса людей охопила чума. На своєму шляху Кратос зустрічається з Пандорою, дочкою Гефеста, яка є ключем до Полум'я Олімпу і Скриньки Пандори, яка, як виявляється, все ще зберігає силу, здатну вбити бога. На вершині гори Кратос зустрічається із Зевсом у битві, а Пандора жертвує собою, щоб Кратос зміг відкрити Ящик. Але її смерть виявилася марною — Скринька була порожньою. Продовжуючи битву, Кратосу вдається поранити Зевса Мечем Олімпу та вбити Гею. Однак, трохи пізніше, коли Кратос витягує меч із тіла Зевса, Дух Зевса починає душити Кратоса і він поринає у свою свідомість, щоб урятуватися від нього. Після болісних пошуків себе і прощення, Кратос знаходить силу Надії й у результаті забиває Зевса до смерті голими руками. Після його смерті світ остаточно занурюється у хаос, оскільки тепер його ніхто не контролює. Перед Кратосом постає Афіна і вимагає в нього силу, що він знайшов у Ящику Пандори. Вона розповіла йому про те, що після Великої війни Зевс ув'язнив усе зло світу в Ящик, але Афіна боялася, що ці сили можуть знову звільнитися, тому уклала разом з ними свою світлу силу. Афіна вірила, що коли Кратос вперше відкрив Ящик, він отримав саме злі сили, проте насправді він отримав світлі, тоді як темні сили заразили богів Олімпу. Відмовивши у проханні Афіни, Кратос пронизав себе Мечем Олімпу, подарувавши кожній людині краплю надії та звільнивши людей від гніву богів. Усміхаючись своєму тріумфу, Кратос лежить посеред руїн Олімпу, в калюжі своєї крові. Однак, у сцені після титрів його тіла більше немає серед руїн, лише кривавий слід веде геть в урвище.

### God of War (2018)
Пройшло багато років відтоді, як Кратос звершив свою помсту над богами Олімпу і дарував силу Надії всьому людству. Кратос залишив Грецію і нині живе самотнім життям на далекій півночі, в суворому світі Скандинавських богів і чудовиськ, іменованим місцевими Мідгардом. Там він знайшов кохання в особі смертної жінки-воїна Фей, яка народила від спартанця сина Атрея. Хлопчик ріс із матір'ю, яка вчила його полюванню та стрільбі з лука «Кігтя», яка сама йому зробила, різними мовами в Дев'яти Світах, а також розповідала йому про богів і мешканців Мідгарда. У той час Кратос мало приділяв уваги синові, віддаючи перевагу своїй самотності, намагаючись приховати як своє минуле, так і свою божественну сутність. Однак Фей померла, залишивши Кратосу свою бойову сокиру «Левіафан» і прохання спалити її, а порох розвіяти «на найвищій точці Дев'яти Світів». Також вона просить подбати про Атрея.
Події гри починаються з того, що Кратос, сам того не знаючи, зрубує дерева з рунами, які оберігали їхнє житло від поглядів інших мешканців дев'яти світів.
У день похорону, коли Кратос і Атрей повернулися до своєї хатини з невдалого полювання на оленя, що переросло в битву з тролем, до них у двері стукає незнайомець, чиє тіло повністю вкрите татуюваннями. Той прийшов за велетнем яким вважав Кратоса, але нарвався на божество з іншого світу. У Кратосі прокидається Гнів Спарти, що призводить до катастрофічних руйнувань на ділянці лісу біля підніжжя гір. Кратос бере гору над незнайомцем і ламає йому шию, кидаючи тіло в каньйон. Виснажений від бою, він говорить сам із собою, звертаючись до Фей, вказуючи, що Атрей не готовий до подорожі, але вибору у них немає.
У подорожі до високої гори у Озера Дев'яти, їм зустрічається грубуватий гном-коваль Брок, який визнає сокиру Кратоса, як одне зі своїх творінь, створених разом зі своїм братом, Сіндрі, більш м'яким за вдачею, і тому він відповідав за зовнішнє облицювання зброї. Але пізніше брати посварилися настільки, що розділили навпіл своє ковальське тавро. Коли герої пізніше зустрічаються з Сіндрі, він не приховує, що не тільки знав Фей, але й дуже засмучений звістками про її смерть.
Помітивши сліди кабана, Атрей знову починає полювання, і йому навіть вдається поранити тварину, але вона тікає в містичний туман, в якому Кратос на якийсь час втрачає сина, поки не виявляється біля входу в зачаровану хащу, де невідома Лісова Відьма відчитує хлопчика і його батька за поранення її «друга», останнього у своєму роді. Коли Кратос знайшов трави для зілля, лісова відьма віддала йому компас. Кратос і Атрей залишили лісову відьму, далі вони зустріли світового змія.

### God of War: Ragnarök
Через три роки після подій попередньої гри Кратос, Атрей і Мімір під кінець Фімбулвінтера стикаються з Всебатьком Одіном і богом грому Тором. Після поєдинку з Тором Кратос, Атрей і Мімір вирушають у подорож через дев'ять світів у надії знайти спосіб запобігти Раґнарёку. Дорогою вони стикаються з мстивою Фреєю, але врешті-решт загладжують свою провину. Не маючи змоги зупинити Раґнарёка, Кратос, Атрей та їхні союзники об'єднують королівства у війні проти Асґарду. Кратос знову б'ється з Тором, але Тор гине від руки Одіна за відмову вбити Кратоса. Кратос, Атрей, Мімір і Фрейя вступають у битву з Одіном і перемагають Всебатька, а Асґард знищується. Повернувшись додому в Мідґард, Атрей, як Локі, вирішує, що йому потрібно відправитися на пошуки велетнів, що залишилися, і сердечно прощається з ними, в той час як Кратос дізнається, що йому судилося стати шанованим богом, і разом з Фреєю і Міміром починає відбудовувати королівства і відновлювати мир. Він також з'являється в доповненні Valhalla DLC.

## Вплив на культуру

### Оцінки критиків
Після виходу God of War, Кратос отримував переважно позитивні відгуки. GameSpot зауважив, що спосіб подачі сюжету не дозволяв повністю зрозуміти характер Кратоса на ранніх стадіях гри, пояснюючи його мотиви під час просування основного сюжету. Персонажа часто описували як «симпатичного антигероя», часто характеризували його як «викликаючого симпатію» через його характерне злопам'ятство. IGN називала його просто «жорстоким», «безжальним» і «сіяльником руйнування», відзначаючи помсту як його головну рису характеру і що «йому начхати на владу Олімпу. Кратос не хоче нікого рятувати, не кажучи вже про себе. Він хоче вбити бога війни заради задоволення, яке він отримає, пронизуючи мечем його серце». Проте, заява IGN передбачала, що згодом гравець почне «любити і ненавидіти Кратоса і ненавидіти Ареса». GameDaily включило його до списку топ-25 ігрових антигероїв, стверджуючи, що його люблять за те, «як він круто виглядає, коли розриває ворогів на частини», додаючи, що у нього серйозні психічні проблеми. У пізнішій статті вони назвали його «антигероєм з темним минулим» і помістили його до списку топ-25 ігрових архетипів. Історія Кратоса також отримала позитивні відгуки, наприклад, GamePro прямим текстом заявила, що «трагічне падіння Кратоса та його брутальне сходження на Гору Олімп зробило гру такою, що запам'ятовується». Кратос посів четверте місце у списку IGN топ-10 ігрових персонажів, які мають померти. GamesRadar заніс Кратоса до списку 25 кращих нових ігрових персонажів десятиліття, стверджуючи, що спочатку він здається звичайним персонажем, але незабаром гравці дізнаються, що в ньому уживається непохитна сила природи і зламана, трагічна особистість. Кратос отримав 9 місце у списку п'ятдесяти найкращих персонажів комп'ютерних ігор за версією книги рекордів Гіннеса в 2011.
Геймплей часто описували як «кошмар для його ворогів, але мрія для управління», управління поза боєм, наприклад, використання крил Ікара, також отримало позитивні відгуки. Його роль у першій грі отримала схожі відгуки, особливо його «трагічне падіння та брутальне сходження на Гору Олімп». А в 2011 році він потрапив до книги рекордів Гіннеса як 9-й найбільший персонаж відеоігор.. Кратос також з'явився в ролі грабельного персонажа у грі для PlayStation 3 Hot Shots Golf: Out of Bounds. Продюсер гри Prince of Persia Бен Маттес у своїй відозві назвав Кратоса суперкрутим персонажем, але він «занадто чорно-білий: у його характері лише лють, у його діалогах лише лють, навіть у його дизайні — лише лють». До Кратоса як до ігрового персонажа зверталися двічі. Перший — це його обладунки та Клінки в Збройовій Короля Бохана у грі Heavenly Sword, а другий — це пародія на God of War у грі The Simpsons Game, де він з'являється на рекламному стенді.

## Інші всесвіти
Кратос є у грі Soulcalibur: Broken Destiny для PSP. Кратос також з'явився у грі Mortal Kombat, у версіях для PlayStation 3 та PlayStation Vita. За сюжетом Кратос був переміщений у просторі та часі Шао Каном, який провів стародавній ритуал, щоб отримати у своє розпорядження найбільшого воїна всіх часів для перемоги у Смертельній Битві. Однак заклинання Шао Кана не змогло утримувати Кратоса під контролем, він звільнився і, здобувши низку перемог у Смертельній Битві, убив Шао Кана. Заклинання, яке утримувало його, почало танути. Розчиняючись у просторі та часі, Кратос зустрів Рейдена та Фуджіна. Думаючи, що це нові вороги, Кратос, приготувався атакувати їх. Проте, Рейден і Фуджин вклонилися йому і подякували за порятунок Земного виміру, хай і ненавмисне. Повернувшись назад у свій світ, Кратос мовчки кивнув головою. Він подумав, що їхній обов'язок перед ним ще може бути корисним.
Кратос з'являється як ігровий персонаж у файтингу — кросовері PlayStation All-Stars Battle Royale.

### Маркетинг
Модель Кратоса випускалася у двох серіях ігрових моделей за мотивами God of War II. Перша модель показувала Кратоса у його звичайному вигляді, коли він замахується мечем, а друга зображала Кратоса із Золотим Руном та головою Медузи Горгони в руці. Тридцятисантиметрова модель Кратоса із шістьма записаними голосовими фразами була включена до цих випусків. Другий набір з двох фігурок включав Кратоса в обладунках Ареса і вийшов пізніше. Його головна відмінність — різне вираз обличчя. Шанувальники гри створювали свої власні фігурки Кратоса. Для реклами гри LittleBigPlanet Sony включила модель Кратоса в гру для тих гравців, які зробили попереднє замовлення гри в певних магазинах. У січні 2009 року модель Кратоса для гри LittleBigPlanet стала доступною на PlayStation Network Store. Кратос також фігурував як запрошений персонаж у файтингу від Namco під назвою Soulcalibur: Broken Destiny, що вийшов на PlayStation Portable. Також він з'явиться у файтингу Playstation All-Stars Battle Royale.